# Ford Taunus P3
La Ford Taunus 17 M est une berline familiale de taille moyenne produite par Ford Allemagne entre septembre 1960 et août 1964. Le nom Taunus 17M avait été appliqué à la prédécesseur de la voiture et s'appliquerait également aux modèles Ford suivants, c'est pourquoi la 17M introduite en 1960 est généralement identifiée, rétrospectivement, en tant que Ford Taunus P3. C'était la troisième Ford allemande nouvellement conçue à être lancée après la guerre et pour cette raison, elle était depuis sa création connue au sein de la société sous le nom de Ford Project 3 (P3) ou de Ford Taunus P3.
Les membres de la presse avaient apparemment concouru pour trouver une épithète convenablement irrespectueuse pour décrire la première Taunus 17M au style controversé, et c'était dans la même tradition que la nouvelle 17M de 1960 devint connue sous le nom de "Badewannetaunus" (Taunus Baignoire).
La Ford Taunus P3 a été un succès commercial. 669 731 unités ont été produites au cours d'une période de production de quatre ans, ce qui donne un taux annualisé plus du double que celui atteint par le modèle précédent au cours de ses trois années de production.

## Lancement de haut niveau
La voiture a été lancée au public au Beethoven Hall de Bonn. Fait inhabituel pour un lancement de voiture, le chancelier allemand de 91 ans aujourd'hui, Konrad Adenauer, et le petit-fils du fondateur de l'entreprise, Henry Ford, étaient présents. En plus de la dernière Ford Taunus, ils fêtaient le trentième anniversaire de l'usine Ford de Cologne. C'est le 2 octobre 1930 qu'Henry Ford et le maire de Cologne de l'époque, Konrad Adenauer, avaient posé la première pierre de l'usine Ford de Cologne,.

## Design européen
Les premiers modèles de Taunus d'après-guerre avaient été conçus en Amérique du Nord. La Taunus P3 a été conçue par Uwe Bahnsen, un designer d'origine allemande qui dominera la conception automobile chez Ford Allemagne pendant près de trente ans et dont les conceptions ultérieures incluaient la Ford Capri de 1969 et ses successeurs. Vers la fin de son temps de responsable du design chez Ford Allemagne, Bahnsen a également dirigé les équipes qui ont conçu les Ford Sierra et Scorpio. Dans le contexte des années 1960, la Taunus P3 peut néanmoins être considérée comme la conception la plus innovante de Bahnsen pour une voiture de série.
Le design de la Taunus de 1960 présentait une forme géométrique récurrente, qui était un croisement entre une saucisse courte et une longue pastille. Le panneau arrière et les panneaux latéraux respectaient la même forme de base que la calandre avant, sous réserve de deux grandes découpes pour les phares.
La même forme a été reportée à l'intérieur de la voiture où les cadrans principaux et les commandes du tableau de bord étaient entourés d'un cadre épais dans la forme qui respectait une saucisse courte (ou une très longue pastille). L'utilisation répétitive d'une seule forme simple à différents niveaux de conception a donné à la voiture, dans son ensemble, une unité visuelle cohérente qui contrastait fortement avec la flamboyance à ailerons élevées de la Taunus 17M précédente et était considérée à l'époque comme un changement radical par Ford Allemagne abandonnant le style américain au profit du style européen. Il n'y avait pas d'ailerons arrière et très peu de chrome décoratif inclus. L'efficacité de sa conception superficiellement beaucoup plus simple a permis à Ford de se vanter que la voiture de 1960, bien que légèrement rétrécie à l'extérieur, offrait utilement plus de largeur intérieure que la voiture qu'elle remplaçait.
Malgré l'importance des saucisses dans la cuisine allemande, le prix pour un sobriquet accrocheur a été gagné par la personne qui a vu la voiture et qui s'est rappelée non pas d'une saucisse mais d'une baignoire. C'est, et reste, le sobriquet "Badewanne" (baignoire) qui a retenu l'attention des journalistes de la presse, et c'est en tant que "Badewannetaunus" que la voiture continue à être appelée par les passionnés

## Innovation technique
La P3 et la Citroën Ami 6 ont été les premières voitures à phares rectangulaires ou en forme de losange (pas ronds). Cette innovation technique a été développée par les fabricants d'éclairage Hella (Taunus) et Cibié (Ami). À l'époque, c'était un article de foi incontesté que les phares étaient ronds, et aux États-Unis, c'était la loi, donc ces nouveaux phares étaient illégaux là-bas. Dix ans plus tard, cela avait inspiré les constructeurs automobiles européens à proposer diverses formes de phares non ronds, bien que beaucoup se soient établis en 1970 sur une forme rectangulaire commune et standardisée. Les phares de la Taunus P3 ont été utilisés sur les Lamborghini 350 GT donc à partir de mars 1964.

## Carrosserie

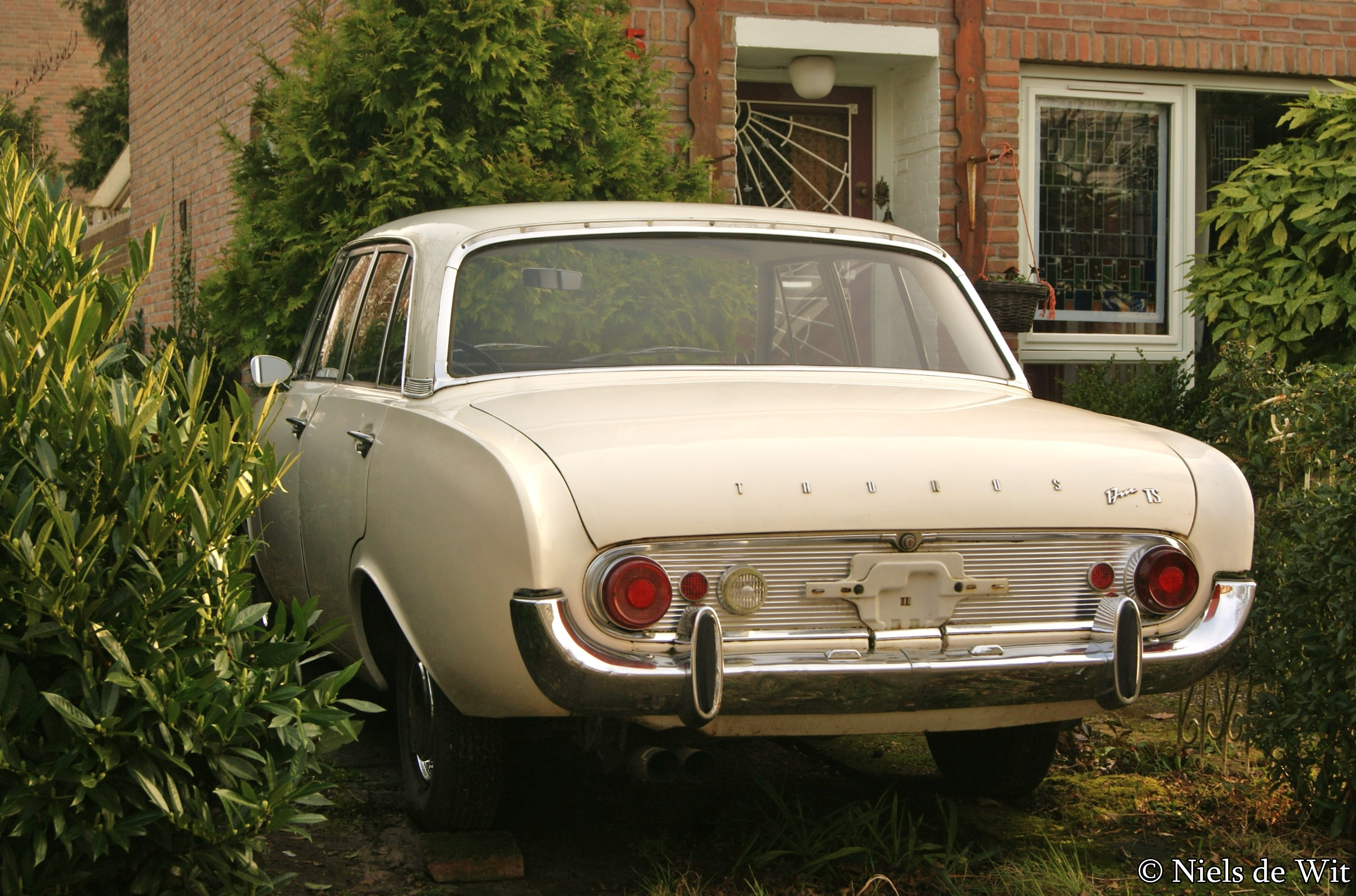
Arrière d'une Ford Taunus 17M.

La plupart des voitures étaient vendues en berlines deux ou quatre portes. Un break "Turnier" trois portes était également disponible. La détermination confiante des concepteurs de la voiture à célébrer la nouvelle décennie avec quelque chose de nouveau et de différent s'est reflétée dans le positionnement inhabituel des feux arrière sur les premiers breaks, sur le bord d'attaque à l'arrière du toit de la voiture, comme deux unités horizontales rouges alignées directement au-dessus du hayon. Plus tard, le P3 Turnier avait ses feux arrière positionnés de manière plus conventionnelle.
La P3 a également suivi la tradition de sa prédécesseur en proposant des cabriolets et des coupés deux portes construits par des carrossiers, convertis par un carrossier traditionnel de Cologne appelé Karl Deutsch (de) Cependant, ces voitures spéciales semblent avoir été relativement chères, et seulement environ 150 ont été produites.

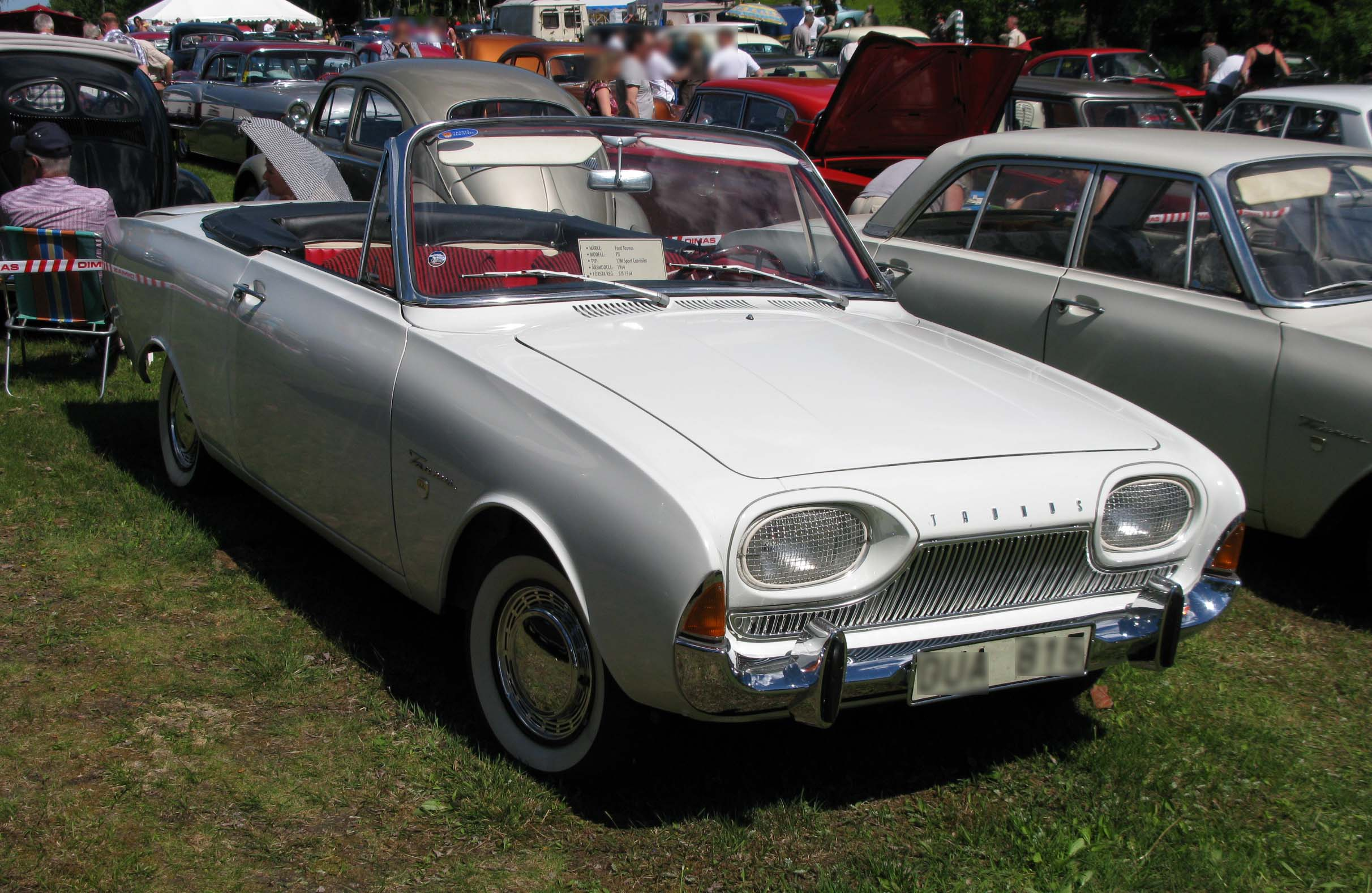
Ford Taunus décapotable de 1964.

Les voitures étaient proposées avec un choix inhabituellement large de couleurs et d'options de garnitures intérieures.
Le début des années 1960 a été une période d'expansion rapide pour l'industrie automobile d'Europe occidentale, et les marchés d'exportation pour la nouvelle 17M comprenaient la Grèce et l'Australie où plusieurs voitures ont été localement converties en "pick-up" ou "ute" en anglais australien. La 17M a également été assemblée en conduite à droite en Afrique du Sud et en Rhodésie du Sud.

## Moteur et train roulant
Les voitures étaient toutes de marque Ford Taunus 17M, ce qui aurait pu amener les observateurs qui pensaient avoir compris les conventions de dénomination de Ford Allemagne à conclure que les voitures étaient toutes équipées de moteurs de 1,7 litre. En fait, il y avait trois tailles de moteur différentes proposées, soit l'unité de 1 498 cm3 vue pour la première fois dans la Taunus 15M de 1954, l'unité de 1 698 cm3 introduite à l'origine en 1957 pour faire face au poids de la première Ford Taunus 17M et, à partir de septembre 1961, un nouveau moteur plus gros de 1 757 cm3. Les puissances de sortie allaient initialement de 55 ch (40 kW; 54 ch) à 60 ch (44 kW; 59 ch), et ces versions de moteur sont restées disponibles tout au long de la durée de vie de quatre ans du modèle, mais plusieurs moteurs plus puissants, présentant des taux de compression élevés en réponse à la disponibilité accrue de carburants à indice d'octane plus élevé, sont apparus au cours de la période de quatre ans : en 1964, la Ford 17M la plus puissante offrait 75 ch (55 kW; 74 ch). En Suède, la version la plus puissante, disponible pour la première fois en 1962, a été vendue sous le nom de « Taunus Sport », avec l'inclusion d'un intérieur plus somptueux. Environ 50 % des voitures construites ont été livrées avec le plus petit des trois moteurs, l'unité de 1 498 cm3.
Les moteurs essence étaient tous des quatre cylindres en ligne à quatre temps refroidis par eau.
Le changement de vitesse impliquait un levier de changement de vitesse monté sur colonne, qui devenait de plus en plus courant en Allemagne. Il était possible de spécifier un embrayage automatique « Saxomat » avec la transmission à trois vitesses : les conducteurs satisfaits d'accepter un système de changement de vitesse entièrement manuel pouvaient également spécifier une boîte de vitesses à quatre vitesses.
Il y a eu plusieurs innovations techniques importantes au cours de la durée de vie de quatre ans du modèle, ce qui explique sans aucun doute le succès commercial de la voiture par rapport à celui obtenu par sa prédécesseur, qui auront renforcé l'image de Ford dans un marché qui s'était habitué à voir les ventes de Ford derrière celles de l’activité Opel de General Motors. En avril 1962, la 17M est devenue la première voiture de série grand public en Allemagne à proposer, en option, des freins à disque sur les roues avant. Un peu plus d'un an plus tard, les freins à disque avant sont devenus un équipement standard sur tous les modèles. 1962 a également été l'année où la voiture a acquis un "démarreur automatique" qui aurait rendu le starter manuel traditionnel inutile.

## Suppléments en option
Les options disponibles moyennant un coût supplémentaire comprenaient la moquette en velours, poignées de maintien pour les passagers à l'arrière, pneus à flancs blancs, une finition de peinture bicolore et même un « miroir de maquillage » intelligemment intégré au pare-soleil côté passager.

## Publicité
Les années 1960 ont été une période d'expansion rapide en Europe tant pour l'industrie automobile que pour le monde de la publicité. Ford avait tendance à être en avance sur le terrain dans cet aspect du marketing, même si certains des slogans qui en résultent semblent manquer de naturel cinquante ans plus tard. Le style de la nouvelle Taunus 17M a été annoncé comme représentant une Linie der Vernunft qui se traduit vaguement par une « forme rationnelle » offrant une réprimande implicite au style désormais élaboré et démodé de l'ancienne Taunus 17M. La voiture était annoncée avec le slogan équilibré et concis « Zum Fahren geboren. Zum sparen gebaut » (Née pour conduire. Construite pour économiser).
- 1960 29,944
- 1961 168,430
- 1962 193,378
- 1963 164,646
- 1964 97,658

La plupart des voitures produites étaient des berlines, mais le total de 669 731 comprenait également 86 010 carrosseries break (Taunus 17M Turnier) et (évidemment non inclus dans ces données) environ 15 000 autres véhicules, y compris des conversions en pick-ups pour les clients de la Grèce et d'Afrique du Sud, ainsi que des cabriolets et des coupés, convertis à partir de berlines par le carrossier Karl Deutsch basé à Cologne.
Les modèles break à carrosserie en acier basés sur des berlines grand public équivalentes gagnaient rapidement en popularité. Le fait de donner au Taunus 17M break un nom spécial, "Turnier", unique à la marque Ford, a également permis au département marketing de Ford de devancer la concurrence allemande. L'Opel Rekord break avait déjà été surnommé « CarAVan » par Opel en 1958, mais le leader du marché, Volkswagen, ne trouvera pas de plaque signalétique équivalente avant le lancement du Volkswagen 1500 Variant en 1962.

## Commercialisation
La Taunus P3 au style audacieux et régulièrement mis à jour a été un succès commercial. 669 731 unités ont été produites. Les chiffres comprennent 86 010 breaks. Dans les statistiques de ventes de plusieurs mois en 1961/62, le succès du modèle a même permis à Ford de dépasser brièvement Opel sur le marché allemand, devenant ainsi la deuxième marque automobile la plus vendue, battue à la première place uniquement par Volkswagen.
La Taunus P3 a été remplacée par la Ford Taunus P5 qui viendrait avec une gamme plus large de moteurs et qui se vendrait à peu près au même rythme. Cependant, la taille globale du marché a augmenté au cours des années 1960 et, avec elle, les ventes de l'Opel Rekord ont augmenté. Après la Taunus P3, aucun futur modèle de Taunus ne serait proche de contester la domination d'Opel sur la grande partie lucrative du marché des voitures intermédiaires du marché automobile allemand.

## Cinquante ans plus tard
La Taunus P3 continue de susciter l'enthousiasme, et la plupart des véhicules survivants en Allemagne bénéficient des privilèges financiers et des responsabilités dont disposent, en Allemagne, les propriétaires de voitures désignées et entretenues comme des oldtimers (le terme utilisé en Allemagne pour une voiture ancienne).
En 2006, 484 Taunus P3 berlines ont été immatriculées en Allemagne avec 21 breaks "Turnier". On pense qu'il y en a moins de 10 aux États-Unis, un contenu relativement élevé de véhicules sont immatriculés et / ou en état de marche dans les pays scandinaves et une poignée survivent encore dans d'autres pays (par exemple, certains des pays d'Europe de l'Est et d'Amérique latine où elle était commercialisée) où les statistiques sont moins facilement accessibles qu'en Allemagne.